# エクステンデッド (マジック:ザ・ギャザリング)
エクステンデッドは、マジック・ザ・ギャザリングの大会ルール（フォーマット）のひとつ。
その名のとおりスタンダードより拡張された（Extend-ed）構築フォーマットで、過去4年間に発売された2-3の基本セットと4つのエキスパンションブロックが使える。ヴィンテージやレガシーより比較的入手しやすいセットやエキスパンションで構成されているのでカードが集めやすく、昔使っていたカードやデッキが使えるとあって日本でも人気が高い。スタンダードと比べるとスピードは速め。
ローテーションの形式はスタンダードと同じく、新たなブロックが登場するたび、一番古いブロックが使用できなくなるものである。基本セットは発売日当時のブロックと同時にローテーションする。2008年10月のローテーションまでは3年に1度、使用可能セットのローテーションが行われる制度だった。
プロツアー・フィラデルフィア11よりモダンが正式フォーマットに組み込まれたことにより、大会数が激減。プロレベルの大会としては2011年4月に行われたグランプリ神戸11が最後となっている。
2013年7月22日、エクステンデッドが公式フォーマットから廃止されることが発表された。

## 使用可能なカード
2013年7月現在、エクステンデッドで使用可能なカードセットは、以下の通り。
- 基本セット
  - 基本セット2011
  - 基本セット2012
  - 基本セット2013
  - 基本セット2014

- ゼンディカーブロック
  - ゼンディカー
  - ワールドウェイク
  - エルドラージ覚醒
- ミラディンの傷跡ブロック
  - ミラディンの傷跡
  - ミラディン包囲戦
  - 新たなるファイレクシア
- イニストラード・ブロック
  - イニストラード
  - 闇の隆盛
  - アヴァシンの帰還
- ラヴニカへの回帰ブロック
  - ラヴニカへの回帰
  - ギルド門侵犯
  - ドラゴンの迷路

## 禁止カード
- 精神を刻む者、ジェイス/Jace, the Mind Sculptor（2011年10月1日から)
- 精神的つまづき/Mental Misstep(同上)
- 思案/Ponder(同上)
- 定業/Preordain(同上)
- 石鍛冶の神秘家/Stoneforge Mystic (同上)